# Đavolja Varoš
Đavolja Varoš (en serbio cirílico: Ђавоља варош, que significa «Ciudad del Diablo») es una peculiar formación rocosa localizada en el sur Serbia, en la ladera de la montaña Radan, a unos 27 km al suroeste de la ciudad de Kursumlija. Dispone de 202 formaciones exóticas descritas como pirámides de tierra o «torres», según los lugareños se refieren a ellas. Tienen una altura entre 2 y 15 m y de 4 a 6 m de ancho en la base. Estas formaciones fueron creadas por la fuerte erosión del suelo que fue escenario de una intensa actividad volcánica millones de años atrás. La mayoría de las torres tienen «tapas» o «cabezas» de andesita, que les protegen de la erosión posterior.
Un manantial se halla debajo de las formaciones y tiene una alta concentración de minerales. Hay dos fuentes: Đavolja voda («agua del  Diablo»), con aguas muy ácidas (pH 1,5) y una alta concentración de  minerales (15 g/l de agua) y Crveno Vrelo (Pozo Rojo).

## Protección
Desde 1959, Đavolja Varoš ha sido protegida por el Estado y una decisión de 1995 del Gobierno serbio la declaró que bien natural de importancia mayor con la correspondiente categoría de protección.
En 2002 el gobierno serbio propuso la inclusión del sitio como Patrimonio Mundial de la Humanidad.
Đavolja Varoš fue nominado en la campaña de las siete maravillas naturales del mundo.

## Leyendas
El sitio ha tenido una importante significación histórica, ya que en las regiones fronterizas se han desarrollado muchas batallas. Además de sus formas tan especiales, el suelo rojo y la alta mineralización de sus aguas, así como el sonido del viento al atravesarlas, hace que varias leyendas circulen sobre Đavolja Varos. Una de las reivindicaciones más generalizada es que las pirámides de tierra representan un castigo divino; las formaciones provendrían de los invitados a una boda que fueron petrificados.

## Galería de imágenes

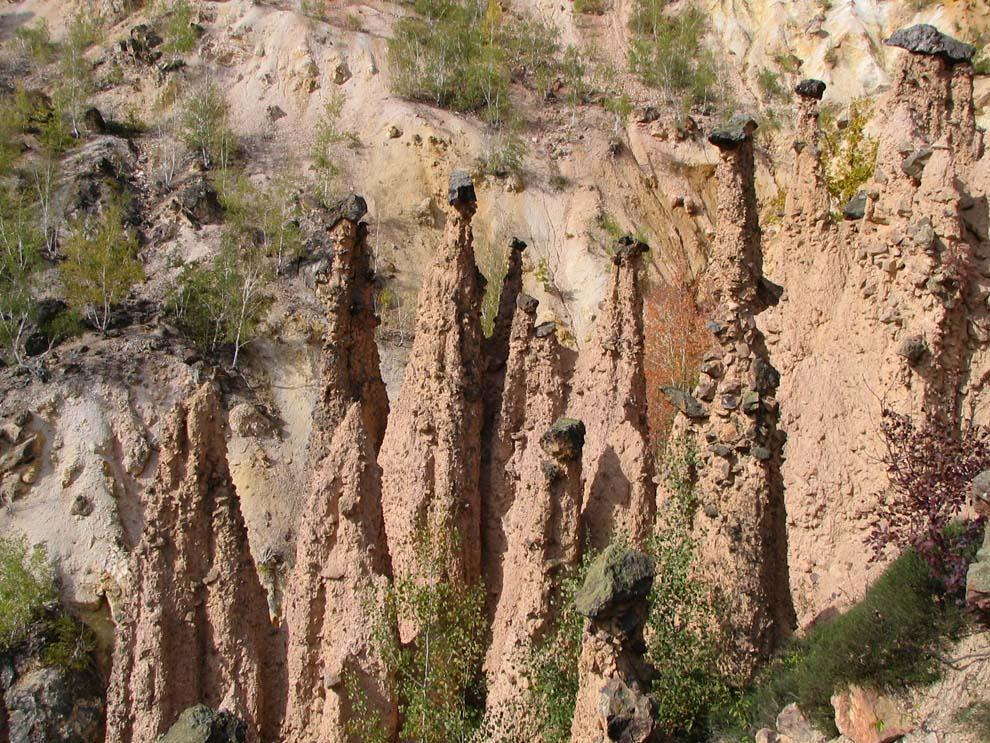
Una vista del conjunto
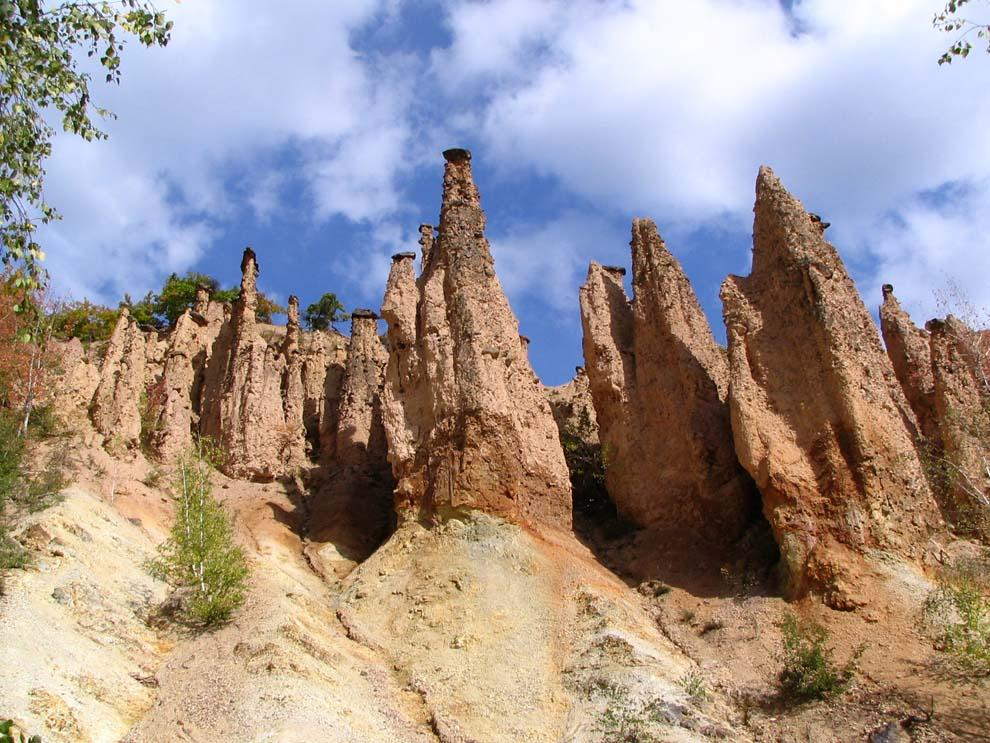
Otra vista del conjunto
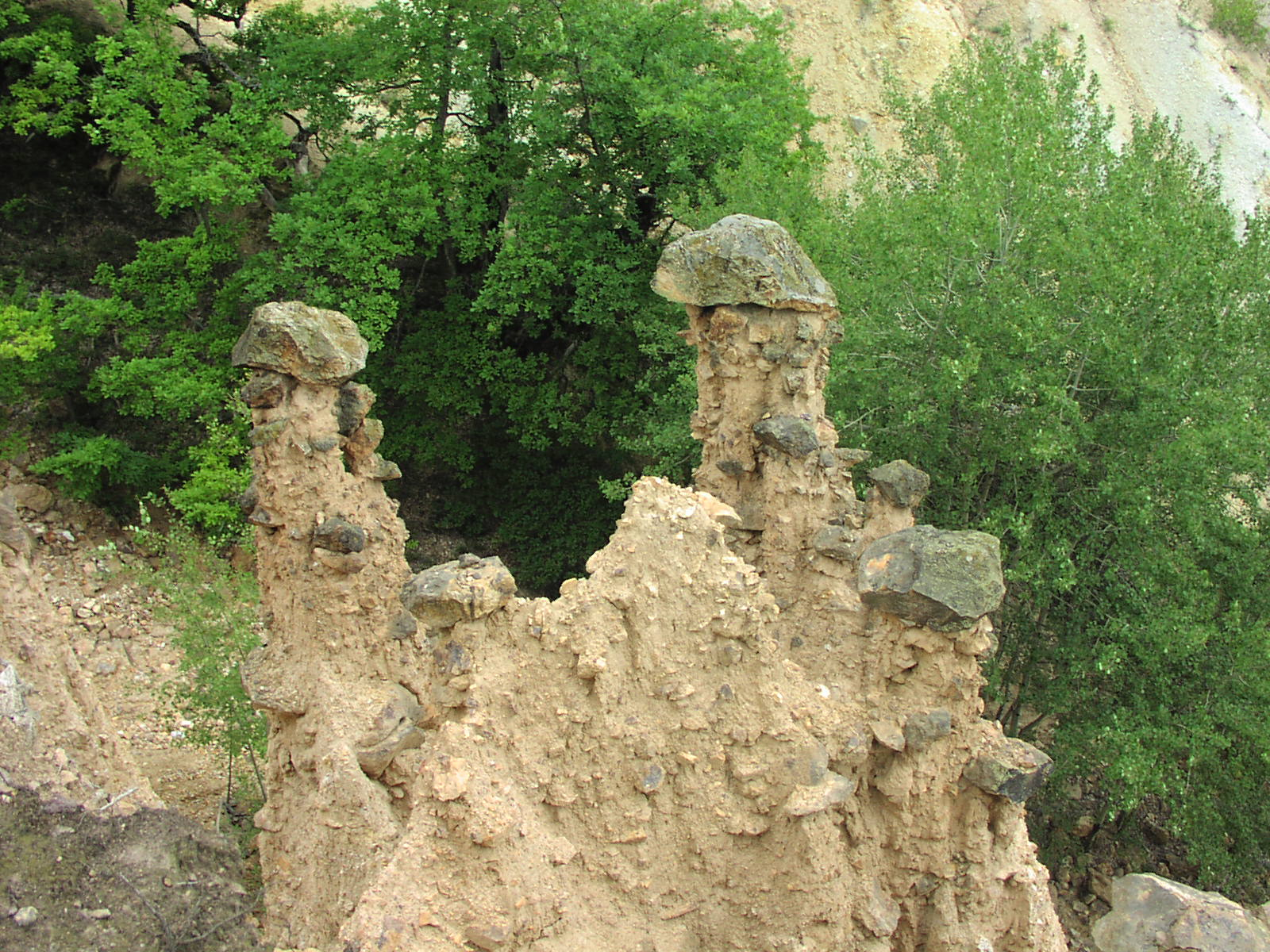
Detalle de las torres
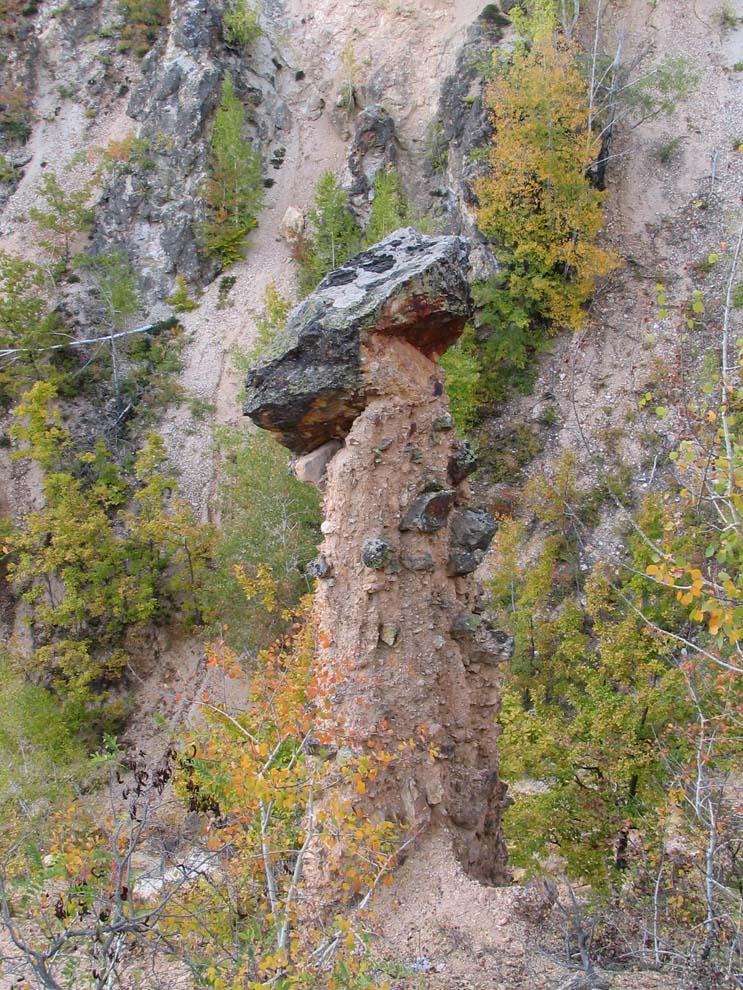
Detalle de las torres